# Microdéformation
La microdéformation (symbole : µdef) est une unité utilisée en mécanique des milieux continus pour exprimer les déformations, notamment mesurées par les jauges de déformation.
Cette unité adimentionnelle (les déformations sont homogènes à des taux d'allongement {\displaystyle \varepsilon ={\frac {\Delta l}{l_{0}}}={\frac {l-l_{0}}{l_{0}}}}) exprime, comme la partie par million (ppm), un taux de 10-6 soit un millionième (1 000 µdef = 0,1 %).